# Kika (Buriacja)
Kika (ros. Кика) – osiedle w Rosji, w Buriacji, w rejonie pribajkalskim. W 2021 liczyło 460 mieszkańców.